# 神戸ファッション造形大学

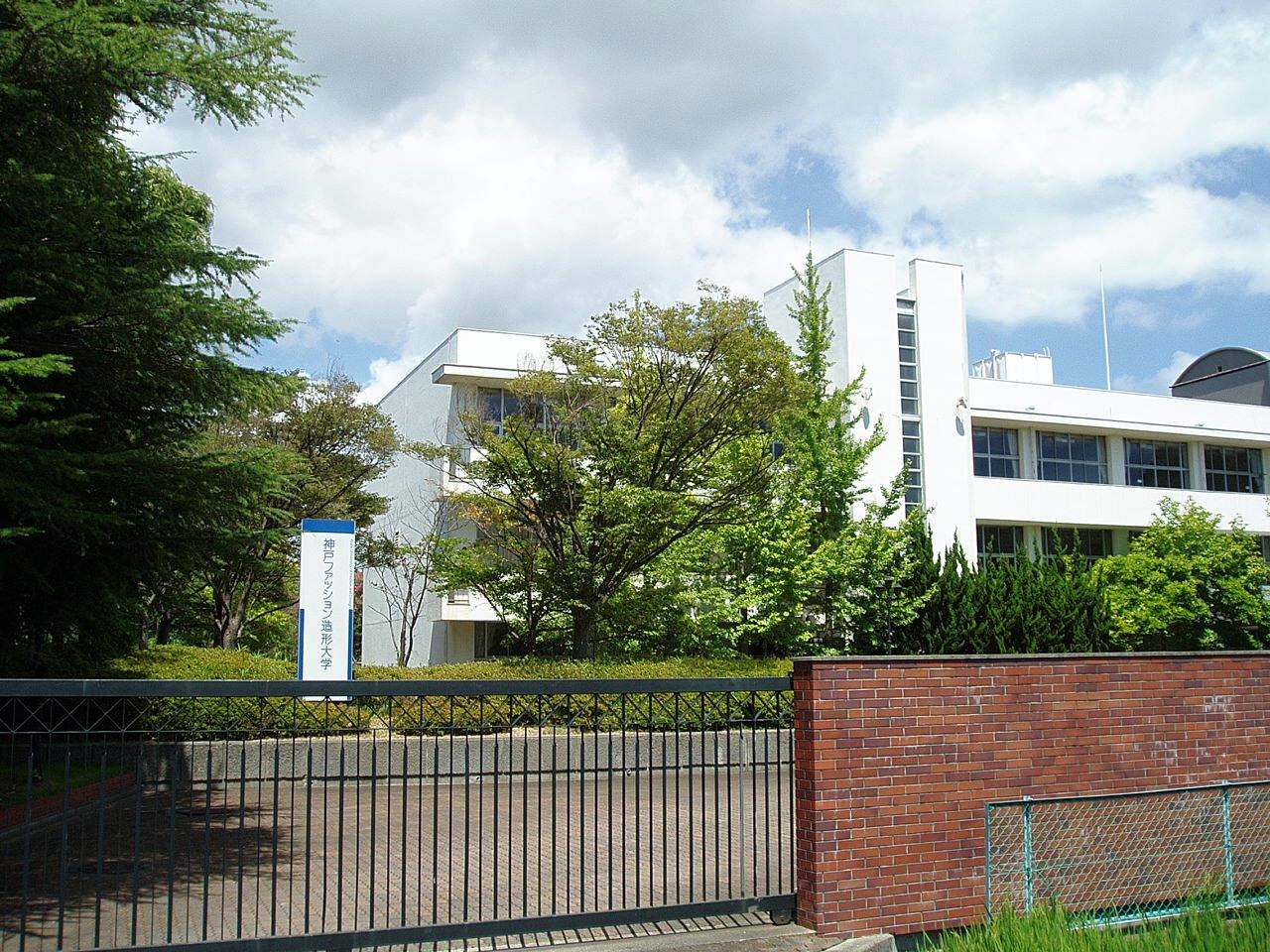
正門近影

神戸ファッション造形大学（こうべファッションぞうけいだいがく、英語: Kobe University of Fashion and Design）は、兵庫県明石市に本部を置いていた私立大学である。大学の略称は神戸ファッション造形大（こうべファッションぞうけいだい）。

## 概観

### 大学全体
神戸ファッション造形大学は、2005年に設置された。ファッション造形学部のみの単科大学であり、服飾分野に特化した専門的な研究、教育が行われていた。大学の設置者は学校法人福冨学園であった。2010年度に新入生募集を停止し、2013年に閉学した。

#### 建学の精神
神戸ファッション造形大学では、建学の精神として「人・創造・未来」を掲げていた。

## 沿革

### 略歴
神戸ファッション造形大学は、1967年に設置認可された明石女子短期大学を源流としている。その後、明石女子短期大学は男女共学の明石短期大学を経て神戸文化短期大学に改称した。神戸ファッション造形大学は、この短期大学を礎とし、4年制大学として2005年に設置された。2008年には、神戸文化短期大学を改組し神戸ファッション造形大学短期大学部として統合した。

### 年表
- 1937年（昭和12年） - 神戸ドレスメーカー女学院（英称：Kobe Dressmaker Jogakuin）を神戸市に創立。
- 1950年（昭和25年） - 私立学校法による準学校法人神戸ドレスメーカー女学院認可（1957年に福冨芳美学園に改称）。
- 1967年（昭和42年） - 明石女子短期大学（あかしじょしたんきだいがく、英称：Akashi Women's Junior College）服飾科設置認可、同時に学校法人福冨学園となる。
- 1968年（昭和43年） - 短大に教職課程を設置。
- 1969年（昭和44年） - 明石女子短期大学を明石短期大学（あかしたんきだいがく、英称：Akashi Junior College）と改称し、男女共学となる。
- 1970年（昭和45年） - 短大にデザイン美術科･教養学科を増設。
- 1975年（昭和50年） - 神戸ドレスメーカー女学院を神戸ドレスメーカー学院と名称変更。
- 1988年（昭和63年） - 神戸ドレスメーカー学院を、神戸ファッション専門学校と名称変更。
- 1990年（平成2年） - 明石短期大学を神戸文化短期大学（こうべぶんかたんきだいがく 英称：Kobe College of Liberal Arts）と名称変更。
- 1998年（平成10年） - パリ・オートクチュール校と姉妹校提携。
- 2002年（平成14年） - 短大に専攻科 (造形専攻・2年制) 設置。
- 2005年（平成17年） - 神戸ファッション造形大学（ファッション造形学部）開学、学芸員課程設置認定。
- 2006年（平成18年） - 短大デザイン美術科・教養学科・教職課程・専攻科を廃止。
- 2008年（平成20年） - 神戸文化短期大学を神戸ファッション造形大学短期大学部に名称変更。
- 2009年（平成21年） - 大学と短大を募集停止。短大は2011年・大学は2013年付で閉学し、同窓会等の業務については神戸ファッション専門学校に引き継がれる。
- 2013年（平成25年） - 文部省の廃止認可を受ける[4]。

## 現状
2013年に校舎は解体され、住宅の分譲地となった。

## 基礎データ

### 所在地
- キャンパス（兵庫県明石市明南町2丁目1番50号）

### 校歌
- 白川渥 作詞、大中恩 作曲

## 教育および研究

### 組織

#### 学部
- ファッション造形学部
  - ファッション造形学科
    - 服飾デザインコース
    - ファッションビジネスコース
    - インテリアデザインコース

#### 短期大学部
- 短期大学部
  - ファッションデザイン学科
    - アパレルデザインコース
    - ファッションビジネスコース
    - インテリアデザインコース
    - 総合デザインコース

#### 附属機関
- 図書館

## 大学関係者と組織

### 大学関係者一覧
- 神戸ファッション造形大学の人物一覧

## 施設

### キャンパス
- 交通アクセス：JR山陽新幹線・山陽本線西明石駅下車

## 対外関係

### 姉妹校
- パリ・オートクチュール校

## 公式サイト
- “世界に羽ばたく次代のファッションリーダーを育成 : 神戸ファッション造形大学,神戸ファッション造形大学短期大学部”. 2012年9月28日時点のオリジナルよりアーカイブ。2013年6月15日閲覧。

座標: 北緯34度40分28.4秒 東経134度58分9.8秒 / 北緯34.674556度 東経134.969389度